# Clase Brandenburg (1893)
Los acorazados de la clase Brandenburg fueron Pre-Dreadnought de la Kaiserliche Marine (Marina Imperial Alemana). Los primeros acorazados de alta mar alemanes. Los acorazados Kurfürst Friedrich Wilhelm y Weissenburg usaban un blindaje de acero niquelado Krupp, pero debido a problemas de entrega los otros dos tenían un blindaje compuesto. Construidos bajo los auspicios del almirante Alfred von Tirpitz.

## Diseño

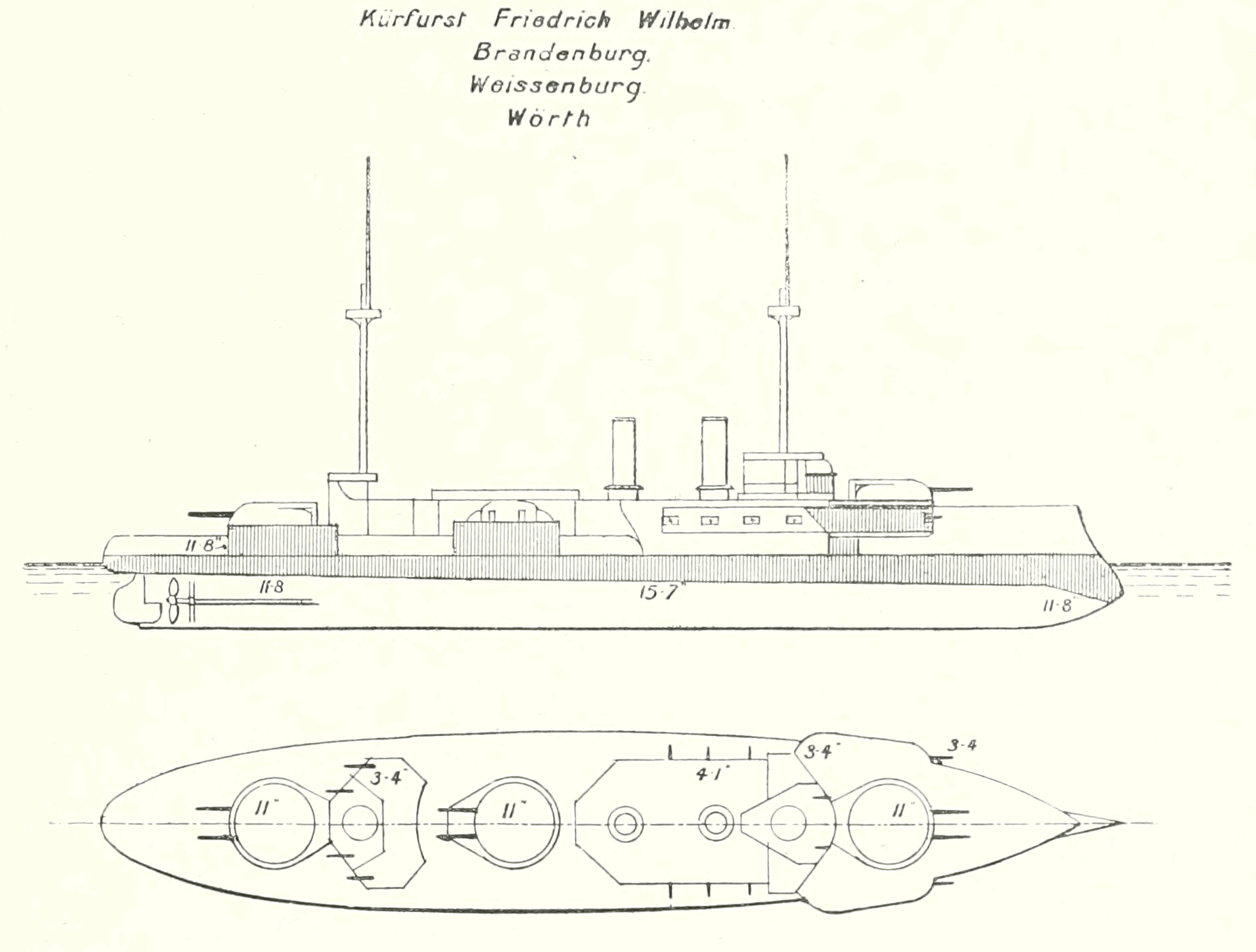
Boceto de la clase Brandenburg, como se muestra en The Naval Annual, 1902.

Los buques de esta clase, tenían una eslora de 115,7 m, una manga 19,5 m, la cual se veía incrementada hasta los 19,74 m al utilizar las redes antitorpedos, y un calado de 7,6 m a proa y 7,9 m a popa. Tenían un desplazamiento de diseño de 10 013 t, que subían hasta las 10 670 t a plena carga. Estaban equipados con dos máquinas de vapor de tres cilindros y triple expansión que rendían 10 228 CV indicados y le permitían una velocidad máxima de 16,9 nudos.
Estos acorazados, tenían una inusual configuración para su época de seis cañones de grueso calibre en tres torretas dobles, en lugar de los usuales cuatro cañones en dos torretas de los acorazados contemporáneos. La torreta delantera y la posterior montaban dos piezas de 280 mm K L/40, y la torreta central, con los del mismo calibre, pero más cortos L35. Su armamento secundario consistía en ocho piezas de 105 mm SK L/35 de disparo rápido montadas en casamatas y ocho piezas de 88 mm SK L/30 de disparo rápido, también montadas en casamatas. El armamento se veía redondeado por seis tubos lanzatorpedos de 450 mm, todos situados por encima de la línea de flotación en montajes giratorios.

## Historial

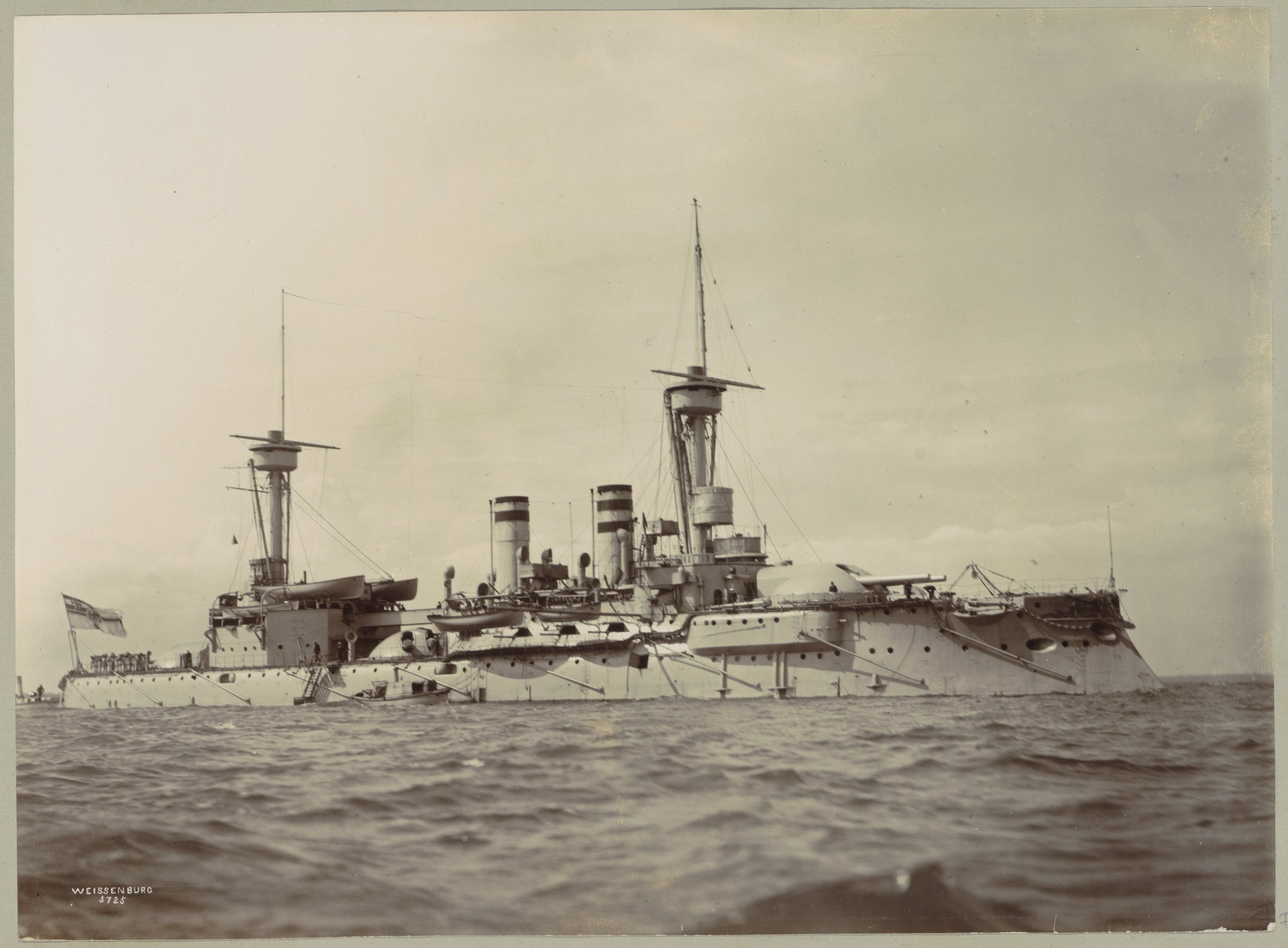
El SMS Weißenburg

El SMS Kurfürst Friedrich Wilhelm y el SMS Weißenburg fueron vendidos al Imperio otomano en 1910 donde fueron renombrados Haireddin Barbarossa y Torgut Reis respectivamente. El Kurfürst Friedrich Wilhelm fue hundido por el submarino británico E11 el 8 de agosto de 1915, mientras que el Weißenburg sobrevivió a la guerra y fue desguazado en 1938. 
Los otros dos, permanecieron en la Kaiserliche Marine, inicialmente, fueron usados para la defensa costera, hasta que fueron relegados al papel auxiliar de barracones en 1915. El SMS Wörth fue desguazado en 1919 y el SMS Brandenburg en 1920.

## Unidades
- Brandenburg; construido por A G Vulcan, Stettin; puesto en grada en mayo de 1890; completado en noviembre de 1893; costo: 15 832 000 marcos.
- Kurfürst Friedrich Wilhelm; construido por Wilhelmshaven Navy Dockyard; puesto en grada en mayo de 1890; completado en noviembre de 1893; costo: 11 230 000 marcos.[3]
- Weißenburg; construido por A G Vulcan, Stettin; puesto en grada en mayo de 1890; completado en junio de 1894.
- Wörth; construido por Germaniawerft, Kiel; puesto en grada en mayo de 1890, completado en octubre de 1893, costo: 16 054 000 marcos.

### Buques de la clase
- SMS Brandenburg
- SMS Kurfürst Friedrich Wilhelm
- SMS Weißenburg
- SMS Wörth

### Secuencias de designación
Clase Siegfried→Clase Brandenburg→Clase Kaiser Friedrich

### Listas relacionadas
- Anexo:Acorazados
- Anexo:Clases de acorazado
- Anexo:Acorazados de Alemania